# Kofola
Kofola (phát âm tiếng Séc: [ˈkofola]) là một loại nước ngọt có ga của Tiệp Khắc. Công ty sản xuất Kofola có trụ sở chính tại Ostrava, Cộng hòa Séc, có đối thủ chính của Coca-Cola, Pepsi hay các loại nước ngọt có ga khác ở Cộng hòa Séc và Slovakia. Công ty là một trong những nhà sản xuất và phân phối nước giải khát hàng đầu ở Trung và Đông Âu.

## Lịch sử

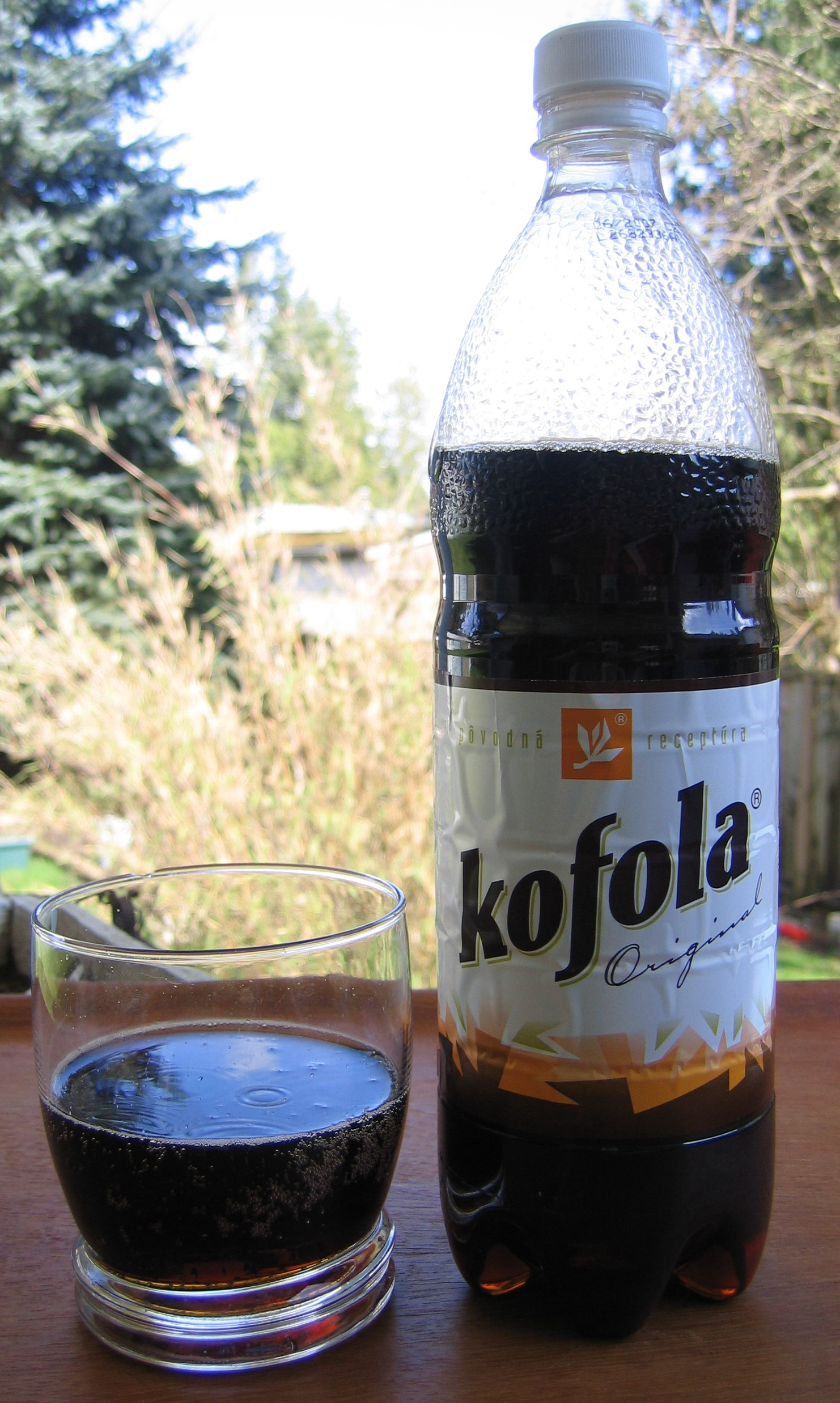
Một ly Kofola và một chai Kofola

Kofola được Viện Nghiên cứu Cây thuốc Tiệp Khắc ở Praha phát minh vào năm 1959, trong quá trình nghiên cứu nhằm tìm ra cách tận dụng lượng caffeine dư thừa sinh ra từ quá trình rang cà phê. Quá trình nghiên cứu cho kết quả là một loại xi-rô có màu sẫm, vị chua ngọt. Loại xi-rô này được đặt tên là Kofo và sau đó đã trở thành thành phần chính của loại nước giải khát mới có tên Kofola. Kofola được giới thiệu đến người tiêu dùng vào năm 1960. Trong những năm 1960 và 1970, Kofola trở nên cực kỳ phổ biến và được ưa chuộng ở Tiệp Khắc. Loại nước này thay thế cho đồ uống có ga của phương Tây như Coca-Cola hoặc Pepsi. Các loại nước giải khát này có thể mua được từ năm 1968 (Pepsi từ năm 1974), nhưng đắt tiền và được coi là chỉ dành cho tầng lớp thượng lưu. Đến tận ngày nay, Kofola vẫn là một thức uống phổ biến trong các nhà hàng tại Tiệp Khắc.
Kể từ năm 1998, ngoài loại chai thủy tinh cổ điển dung tích 0,33 lít, Kofola còn được đóng vào các chai nhựa dung tích 0,5 lít và 2 lít. Loại can nhựa 0,25 lít được ra mắt người tiêu dùng vào năm 2003, và chai nhựa 1 lít thì được ra mắt vào tháng 12 năm 2004. Loại Kofola đóng thùng 50 lít, thường được bán cho các quán bar và nhà hàng trên khắp hai quốc gia, cũng rất được ưa chuộng.
Kể từ năm 2002, nhà sản xuất đã khởi động một chiến dịch truyền thông thành công. Chiến dịch nhắm đến đối tượng là những khán giả trẻ, với khẩu hiệu "Když ji miluješ, není co řešit / Keď ju miluješ, nie je čo riešiť" ("If you love it, there is nothing to question").
Đến tận năm 2000, logo Kofola vẫn có hình hạt cà phê. Ở thời điểm hiện tại, logo của công ty được cách điệu giống một bông hoa cà phê.

## Công ty
Sau khi chế độ Cộng sản sụp đổ vào năm 1989, thị trường mở cửa, Kofola phải cạnh tranh với nhiều thương hiệu nước ngoài. Sau một thời gian sa sút với nhiều vụ kiện về nhãn hiệu, năm 2000 , công ty Santa nápoje, thuộc sở hữu của gia tộc Samaras - một gia tộc có gốc Hy Lạp- đã trở thành nhà sản xuất và phân phối duy nhất của Kofola ở Cộng hòa Séc và Slovakia. Các nhà sản xuất đồ uống giải khát tương tự khác đã phải đổi tên sản phẩm của họ, trong đó đáng chú ý nhất là nước giải khát Hejkola và Šofocola của Slovakia.
Công ty Santa nápoje ban đầu chỉ sản xuất thức uống Kofola tại nhà máy chính ở Krnov. Năm 2002, công ty cho xây dựng thêm một nhà máy mới tại Rajecká Lesná, Slovakia, nhằm đáp ứng nhu cầu của thị trường Slovakia.
Năm 2003, công ty Santa nápoje đổi tên thành Kofola, và sau đó tiếp tục đổi tên thành Kofola ČeskoSlovensko. Ngoài Kofola, công ty còn sản xuất các loại nước giải khát khác như nước suối Rajec, nước trái cây tươi UGO, siro Jupí và đồ uống dành cho trẻ em Jupík, nước uống nho Vinea, trong số đó có các loại nước được xuất khẩu sang Ba Lan, Hungary, Slovakia và Croatia.
Năm 2008 Kofola thông báo sáp nhập với nhà sản xuất nước chanh Hoop của Ba Lan. Vào mùa thu năm 2008, Quỹ Đầu tư Cổ phần Tư nhân Enterprise Investors của Ba Lan đã mua lại 42,46% cổ phần của Kofola-Hoop với giá khoảng 140 triệu euro. Năm 2009, công ty Ba Lan Kofola-Hoop S.A. được đổi tên thành Kofola S.A.
Vào tháng 4 năm 2009, Kofola mua lại Pinelli. Công ty mở rộng sản xuất thêm nước tăng lực Semtex. Năm 2010, Kofola mở một nhà máy mới ở Mnichovo Hradiště. Vào tháng 12 năm 2014, Kofola mua lại nhà máy nước khoáng Radenska của Slovenia.

## Thành phần
Xi-rô Kofo, thành phần chính của Kofola, bao gồm 14 thành phần thảo mộc và trái cây (các thành phần chiết xuất từ táo, anh đào, nho hoặc hương thảo mộc), đường và/hoặc siro ngô, caramel. So với Pepsi hoặc Coca-Cola, Kofola có lượng đường ít hơn đến 30%, lượng caffein nhiều hơn ~ 56% (Nồng độ caffein trong Kofola là 15 mg / 100ml, trong khi trong Coca-Cola chỉ có 9,6 mg / 100ml). Kofola không chứa axit photphoric.

## Các sản phẩm

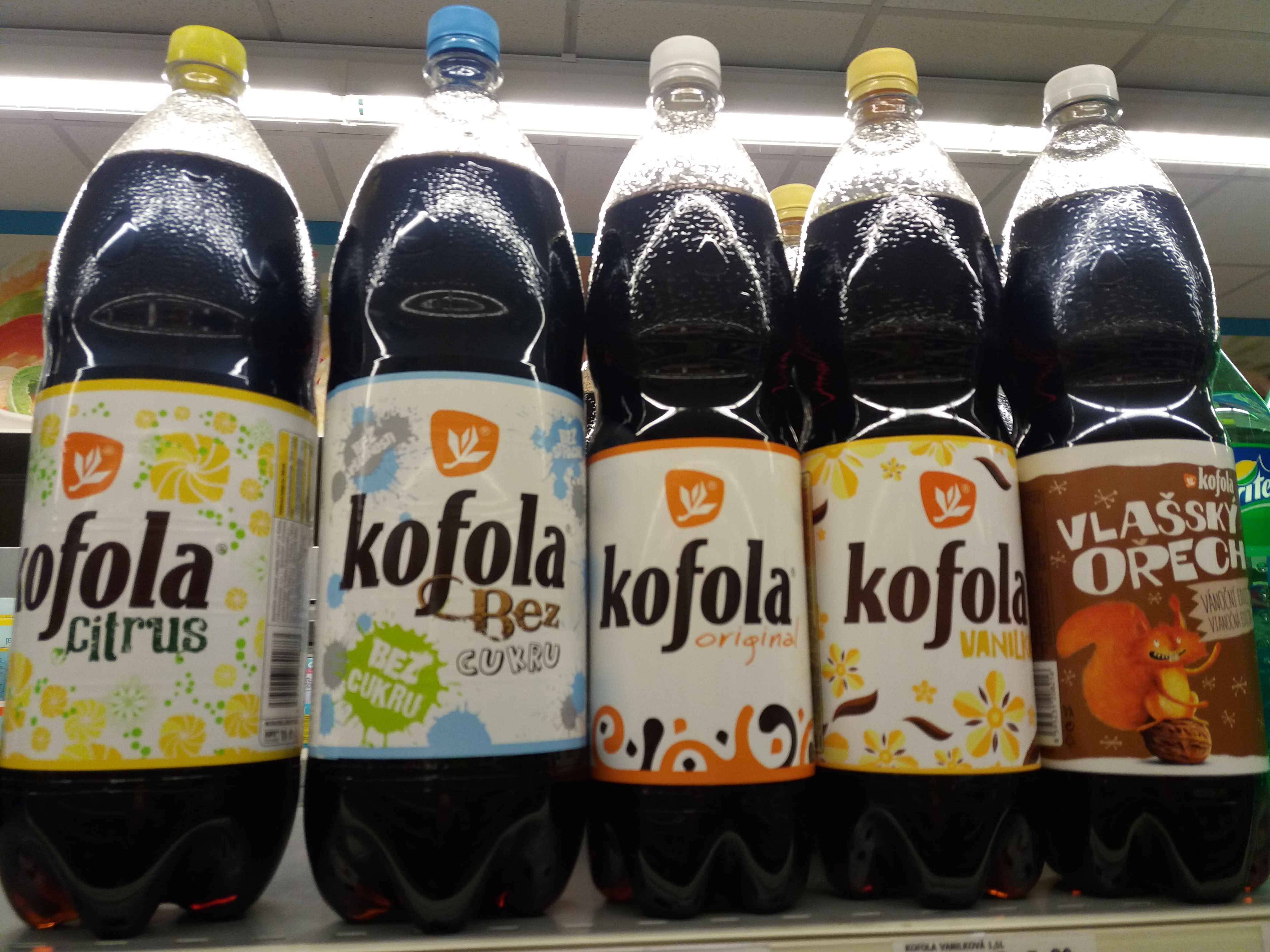
Kofola Vị Chanh, Kofola Không đường, Kofola Nguyên bản, Kofola Vị Vani và Kofola Vị Quả óc chó

- Kofola Original - Kofola nguyên bản được phân phối trong chai nhựa 0,5 lít, 1 lít, 1,5 lít, 2 lít, trong chai thủy tinh 0,25 lít, 0,33 lít và trong lon 0,25 lít.
- Kofola Citrus - với một chút hương chanh vàng, loại Kofola này được giới thiệu vào năm 2004 và được phân phối trong chai nhựa
- Kofola Bez Cukru - sản phẩm Kofola không đường được giới thiệu vào năm 2008, được đựng trong chai nhựa
- Kofola Višňová - Kofola vị anh đào được giới thiệu vào năm 2008, được đựng trong chai và lon nhựa
- Kofola Vanilka - Kofola hương Vani được giới thiệu vào năm 2013, được đựng trong chai nhựa
- Kofola Guarana - nước tăng lực Kofola vị quả guarana được giới thiệu vào năm 2013, được đựng trong chai và lon nhựa
- Kofola Meruňka - Kofola vị quả mơ được giới thiệu vào năm 2015, được đựng trong chai nhựa
- Kofola Meloun - Kofola vị dưa hấu được giới thiệu vào năm 2016, được đựng trong chai nhựa
- Kofola Černý Rybíz - Kofola vị quả lý chua đen được giới thiệu vào năm 2017, được đựng trong chai và lon nhựa
- Kofola Malina - Kofola vị quả mâm xôi được giới thiệu vào năm 2017, được đựng trong chai nhựa
- Kofola Ostružina - Kofola vị quả mâm xôi đen được giới thiệu vào năm 2018, được đựng trong chai nhựa
- Kofola Ananas - Kofola vị dứa được giới thiệu vào năm 2018, được đựng trong lon
- Kofola Grep - Kofola hương bưởi được giới thiệu vào năm 2018, được đựng trong lon
- Kofola Angrešt - Kofola vị dâu tây được giới thiệu vào năm 2019, được đựng trong chai nhựa

Một phiên bản giới hạn Kofola Giáng sinh có vị quế được giới thiệu vào cuối năm 2007. Phiên bản này chỉ bán trong khoảng thời gian Giáng sinh.
Trong giai đoạn 2011-2016, công ty Kofola đã bán một biến thể khác của thức uống với tên gọi Kofola Extra Herbal. Loại thức uống này sau đó có thêm vị bồ công anh, cây khổ sâm và bạc hà.
Các hương vị khác được bán giới hạn bao gồm: anh đào, lựu, hạnh nhân, bánh mì gừng, sô cô la, dừa, quả óc chó, mận, lê và quýt.
Phiên bản giới hạn dành cho Giáng sinh 2019 có vị táo lẫn cùng một chút quế.

## Cocktail
Loại cocktail phổ biến nhất của kofola là loại cocktail Highball làm bằng kofola, rượu rum Tuzemák của cộng hòa Séc và nước chanh. Loại cocktail này có các tên gọi khác như là Kofrum, Handlová Libre, Nước chanh Sinh viên, Rebel hoặc Chequia Libre. 